# Vinneuf
Vinneuf település Franciaországban, Yonne megyében. Lakosainak száma 1559 fő (2022. január 1.). Vinneuf Balloy, Chaumont, Bazoches-lès-Bray, Gravon, Misy-sur-Yonne, Champigny, Courlon-sur-Yonne és Villeblevin községekkel határos.

## Népesség
A település népessége az elmúlt években az alábbi módon változott:
| Lakosok száma | 1387 | 1448 | 1527 | 1548 | 1568 | 1594 | 1606 | 1583 | 1559 |
|               | 2013 | 2015 | 2016 | 2017 | 2018 | 2019 | 2020 | 2021 | 2022 |